# 10744 Tsuruta
För andra betydelser, se Tsuruta.
10744 Tsuruta eller 1988 XO är en asteroid i huvudbältet, som upptäcktes den 5 december 1988 av den japanske amatörastronomen Takuo Kojima i Chiyoda. Den är uppkallad efter Masatoshi Tsuruta.
Asteroiden har en diameter på ungefär 6 kilometer och den tillhör asteroidgruppen Maria.